# Parsec (association)
Pour les articles homonymes, voir Parsec (homonymie).
PARSEC est une association loi de 1901 fondée en 1986 par Jean-Louis Heudier, astronome à l'Observatoire de la Côte d'Azur.
Son objet est la vulgarisation scientifique, essentiellement tournée vers l'Astronomie et l'Espace, effectuée essentiellement par des professionnels : scientifiques de l'observatoire de la Côte d'Azur ou ingénieurs du Centre spatial de Cannes - Mandelieu.

## Historique
- 1er avril 1986 : création de l'association PARSEC à Saint-Étienne.

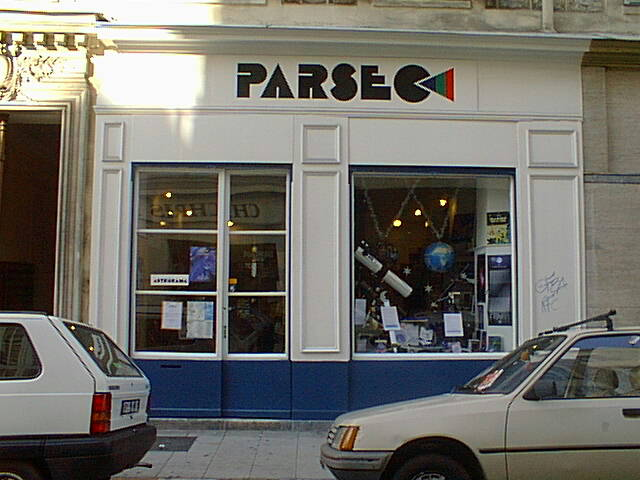
Le siège de PARSEC, rue Foch à Nice

- 1987, PARSEC crée l'Astrorama, dans la batterie des Feuillerins, au col d'Èze, sur la commune de La Trinité ; le siège de l'association PARSEC a été transféré à Vence (Alpes-Maritimes)
- 1993 : le siège est transféré à Nice, rue Foch.
- septembre 2006 : transfert du siège à l'Astrorama.

## Conseil scientifique
L'association Parsec est dotée d'un conseil scientifique chargé de coordonner les activités et superviser les publications. Il est composé de :
- Jean-Louis Heudier, astronome, Observatoire de la Côte d'Azur
- Guy Lebègue[3], retraité d'Alcatel Space Cannes
- Djamal Ghoubali, professeur agrégé en sciences physiques, classes préparatoires Institut supérieur de l'électronique et du numérique (ISEN) Toulon
- Jean-Pierre Rivet, astronome, chercheur CNRS, Observatoire de la Côte d’Azur
- Serge Tricoire, professeur en sciences physiques à la retraite de l’Institut universitaire de formation des maîtres (IUFM) de Nice.

## 2007: les 20 ans de PARSEC et Astrorama
Astrorama et PARSEC fêtent leurs vingt ans d'existence au cours de deux soirées les 3 et 4 octobre 2007.
Cette même année, Jean-Louis Heudier est nommé directeur d'Observatorium, laissant la présidence de PARSEC à Nicolas Brundu.

### Nicolas Brundu

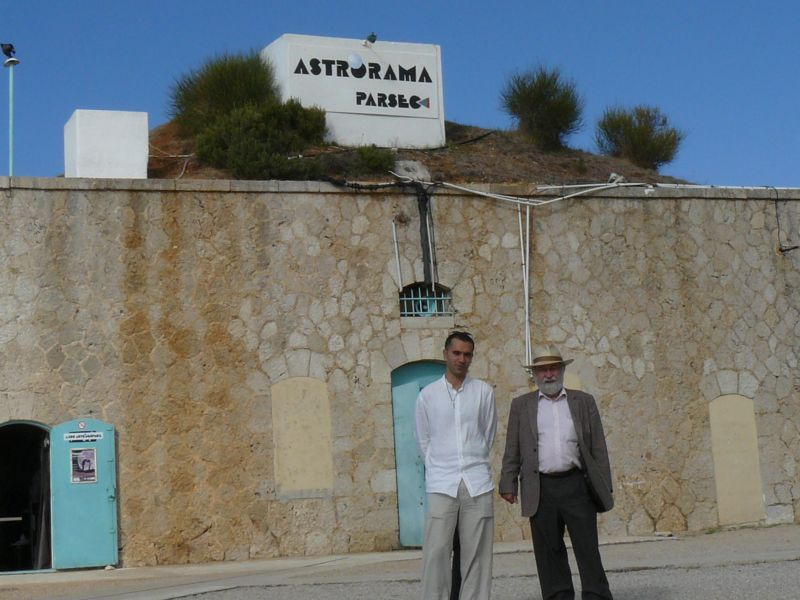
Jean-Louis Heudier passe le relais à Nicolas Brundu

Passionné d'astronomie depuis le plus jeune âge, Nicolas Brundu est membre de l'association PARSEC depuis 1990. En parallèle de son parcours universitaire et professionnel, il a toujours été présent à l'astrorama en tant qu'animateur, mais aussi en tant que membre actif de l'association pour laquelle il a assuré les fonctions de vice-président, secrétaire général adjoint et secrétaire général.
Après avoir travaillé dans l'industrie pharmaceutique pendant 10 ans, il intègre l'équipe d'Observatorium au côté de Jean-Louis Heudier pour l'aider à développer le projet de création d'un pôle culturel et scientifique à l'observatoire de Nice.

## Les spectacles organisés à l'Astrorama
Le programme détaillé est sur le site internet. Il est très dense à cours d'année. Citons les plus spectaculaires.

### Éclipse de lune du 9 décembre 1992
Cette éclipse de lune fut la première opération spectaculaire de PARSEC avec une émission en direct, en prime time, au Palais des Festivals et des Congrès de Cannes, La Marche du siècle, de Jean-Marie Cavada avec, sur le plateau, outre Jean-Louis Heudier, Harrison Schmitt, le dernier astronaute américain à avoir marché sur la lune et Vitali Sevastyanov, cosmonaute soviétique.
Puis une montée en cars, pour de nombreux invités, à l'Astrorama pour y voir le spectacle commenté en direct sur diverses radios et sur France 3. La soirée a été relatée dans Science et Nature, à la suite d'un article de Jean-Louis Heudier.

## Opérations organisées à l'extérieur

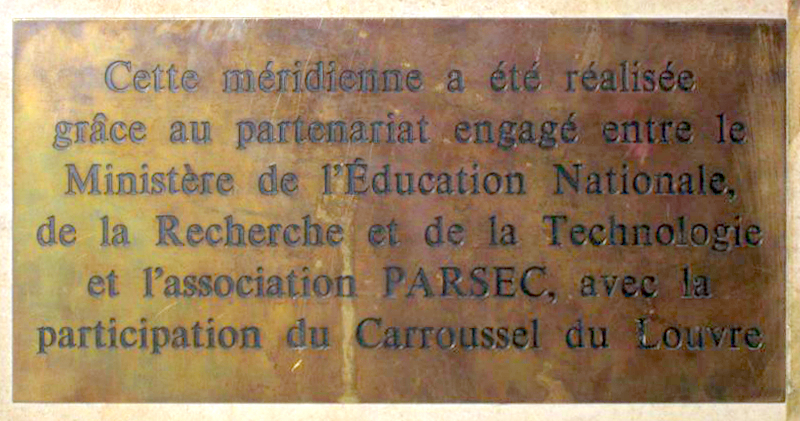
Plaque commémorative de la méridienne du Carrousel du Louvre

### Fêtes de la science
PARSEC participe chaque année aux Fêtes de la Science, depuis leur mise en place en 1991 (créées par Hubert Curien) et sous l'impulsion du sénateur Pierre Laffitte pour les Alpes-Maritimes, pour les volets astronomie et astronautique.

### Méridienne du Louvre
PARSEC est partenaire le l'opération méridienne à la pyramide du Louvre en 1997. Une plaque, apposée dans la pyramide en témoigne.

### Eclipse totale de soleil du 29 mars 2006  en Turquie

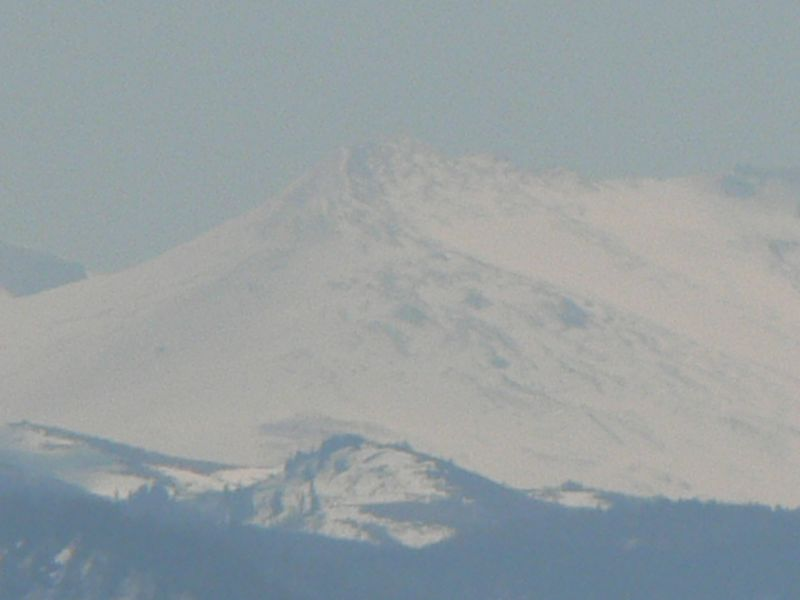
11h42 : la pénombre atteint le mont Ararat, à 200 km dans l'Est, où se trouveraient les restes de l'arche de Noé
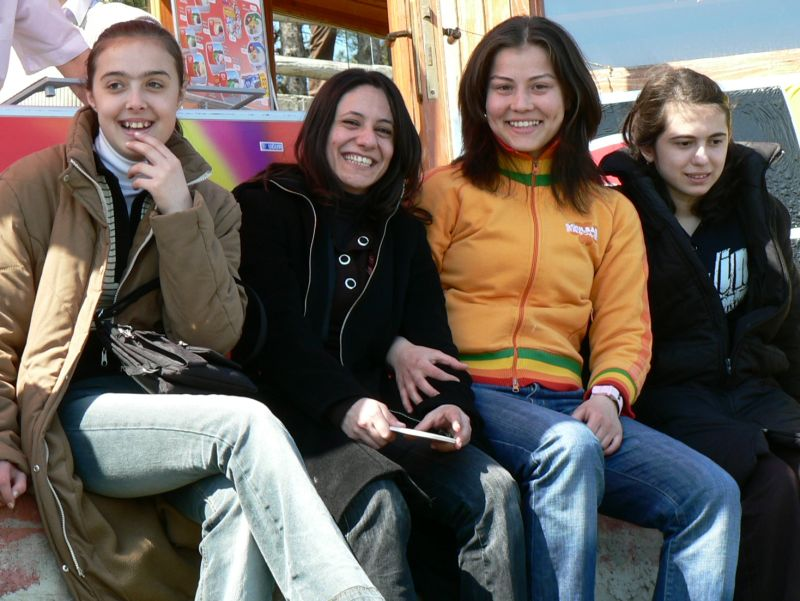
12h05 : quelques jeunes écolières turques écoutent les explications des animateurs venant de France
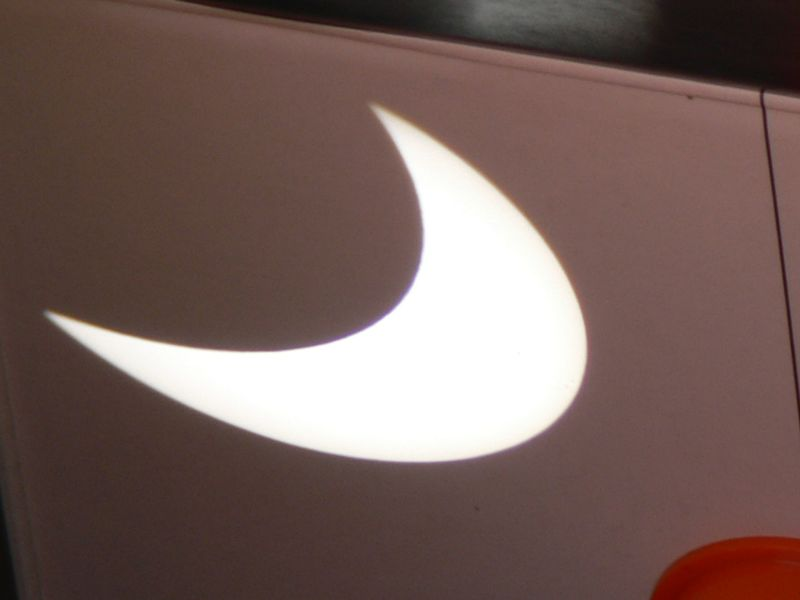
12h40 : la moitié est déjà dépassée. Observation projetée sur grand écran au profit de tous les spectateurs
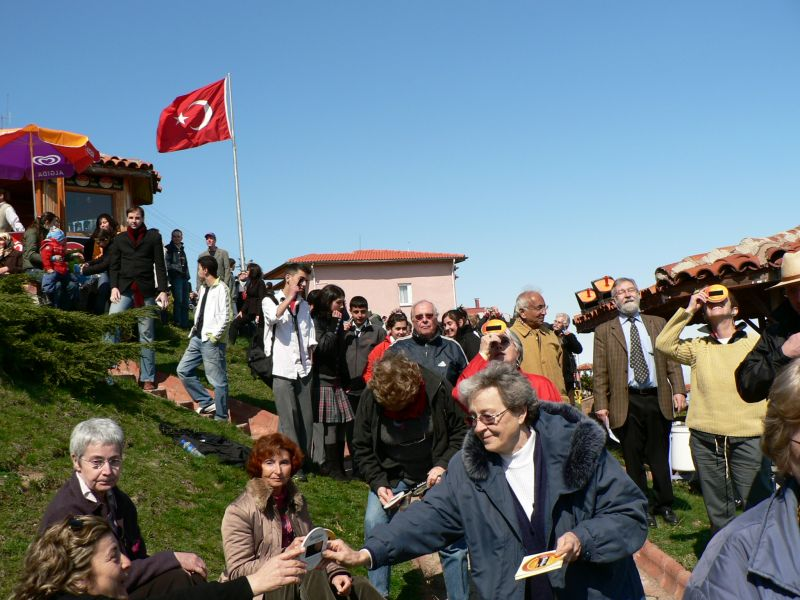
12h57 : à 9 minutes de la totale, la lumière a déjà bien baissé. Les doudounes sont enfilées!
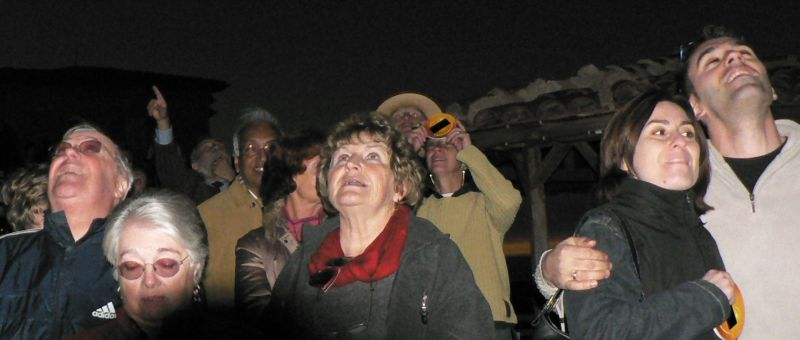
13h08 : début de la totalité, image émouvante, quelques larmes, même pour les plus aguerris! Le flash devient obligatoire!
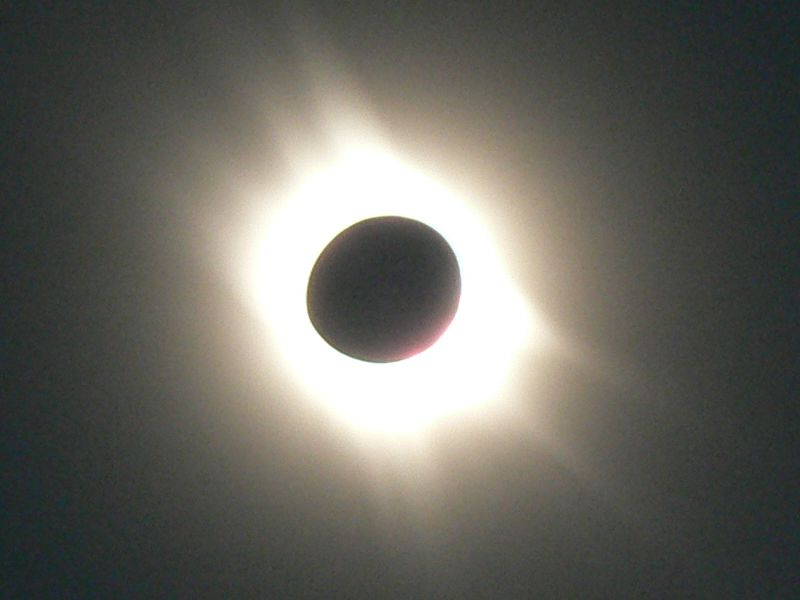
13h09 : la totalité ! La récompense pour un voyage aussi lointain, avec les risques d'aléas météorologiques ou autres.
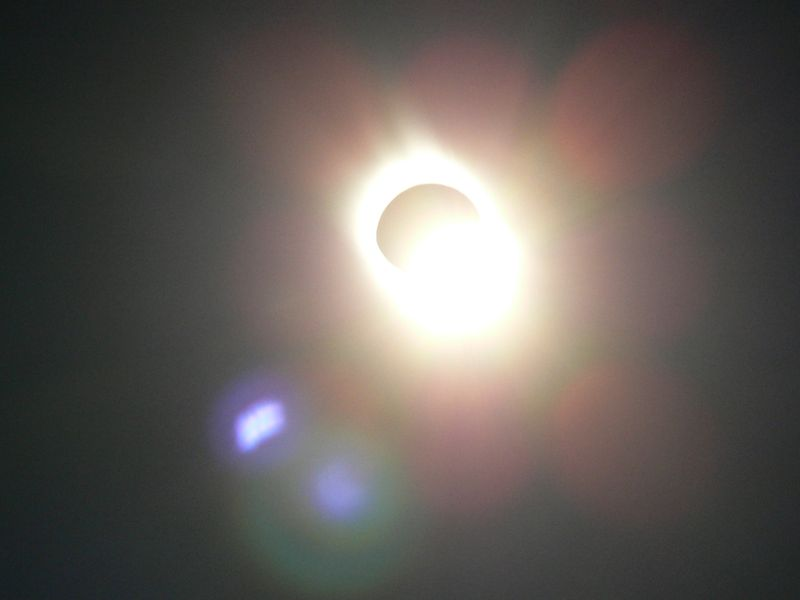
13h09 : apparition du « diamant ». L'appareil photo numérique réagit au quart de tour. Photo très risquée !
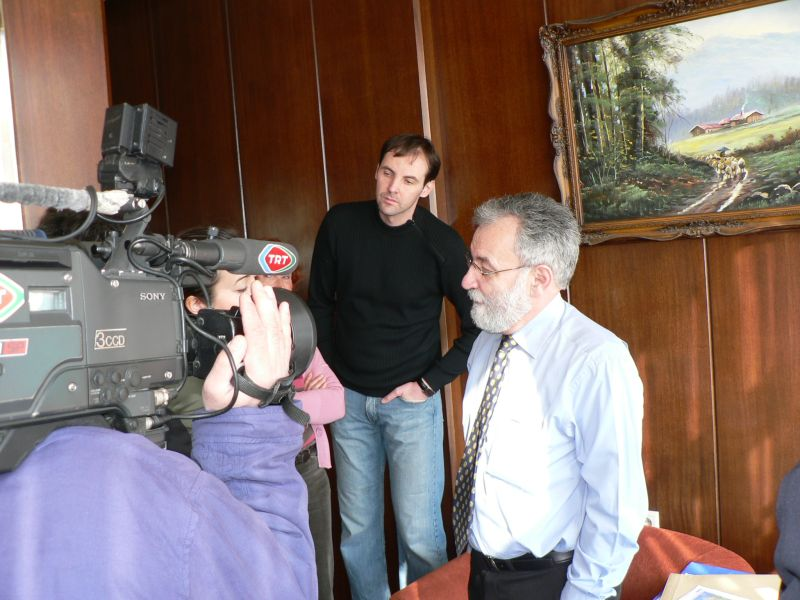
Jean-Louis Heudier interviewé par la télévision turque TRT-Avrasya

PARSEC avait organisé un voyage à Ordu, ouvert à tous publics francophones, sur le bord de la mer Noire, sur la trace de l'éclipse solaire totale.
Il a été relaté, illustré de photos, dans les colonnes de Ciel & Espace, par l'un de ses journalistesqui avait fait le déplacement.
Une occasion de plus, pour l'association et ses animateurs, de se dévouer à l'initiation à l'astronomie des jeunes turcs des écoles d'Ordu, découvrant ce spectacle extraordinaire avec des instruments simplifiés venus de France.
Le soir, la télévision turque TRT-Avrasya diffusait en national, relayé en international par le satellite Türksat — fabriqué dans le Centre spatial de Cannes - Mandelieu — l'interview de Jean-Louis Heudier, parlant anglais, avec traduction simultanée en turc.

### Éclipse totale de soleil du 22 septembre 2006 en Guyane
Un événement exceptionnel pour la pédagogie des sciences, organisé par PARSEC et le rectorat de Cayenne.

### Conférences à bord des navires SNCM Corse-continent
Depuis 2007, PARSEC a entamé une opération de vulgarisation de la science à bord des navires de la SNCM faisant la traversée Corse-Continent.

## Classes Azur Astro-Espace
En 1993, à la suite de la disparition du Space Camp Patrick Baudry implanté à Cannes, Jean-Louis Heudier et Guy Lebègue, responsable de la communication du Centre spatial de Cannes - Mandelieu,  ajoutent à PARSEC une composante "Classes Azur Astro-Espace" (CAAE) destinée à la formation des jeunes aux disciplines de l'Espace.
La formation est assurée par des animateurs scientifiques, formés à la vulgarisation :
- des astronomes de l'Observatoire de la Côte d'Azur
- des ingénieurs retraités de lu Centre spatial de Cannes - Mandelieu
- des bénévoles férus d'astronomie.

Le détail des animations est donné sur le site web de PARSEC/Astrorama. Et, à partir de 1994 de nombreuses classes se succèdent pour des séjours de durées variables, venant de la France entière, mais également d'autres pays européens, à l'initiative de l'Agence spatiale européenne.
Les animations sont étendues à des groupes d'adultes, à la demande de Thales Alenia Space, mais également d'autres organisations de divers pays, y compris au Canada.
L'association a su également adapter ses prestations aux handicapés.

### Convention de partenariat
Lors de sa création, en 1993, une convention de partenariat est signée entre de nombreux partenaires nationaux et européens, dont principalement Aerospatiale et sa division satellites de Cannes. Elle est reconduite en juin 2001 par les mêmes, signée de :
- Bernard Saint-Girons, recteur de l'Académie de Nice qui va mettre PARSEC dans la cyberlibrairie du CRDP[15]
- Jean-Jacques Dordain, directeur général de l'Agence spatiale européenne[16]
- Jean-Claude Husson, PDG d'Alcatel Space, ayant repris les activités satellites d'aerospatiale, qui en fait bénéficiaire essentiellement l'établissement de Cannes
- Jean Charles Poggi, président de l'Association aéronautique et astronautique de France
- Alain Bensoussan, président du Centre national d'études spatiales, dont les magazines citent volontiers PARSEC[17]
- Jean-Pierre Mascarelli, représentant Christian Estrosi, président du Conseil général des Alpes-Maritimes, qui est un support actif pour l'Astrorama
- Alain Hayot, représentant du Conseil régional de Provence-Alpes-Côte d'Azur qui en fait la publicité sur son site web[18]
- Jacques Colin, directeur de l'Observatoire de Nice Côte d'Azur
- Jean-Louis Heudier, président de l'Association PARSEC.

### Partenariat privilégié avec l'industrie aéronautique et spatiale à Cannes
Des conventions bi-partites sont signées également avec certains des partenaires, portant sur des apports matériels ou financiers à PARSEC. C'est le cas, en particulier avec le Centre spatial de Cannes - Mandelieu.
Une première convention est signée en 1993 avec Jean Zieger le directeur de l'établissement, à l'époque aerospatiale.
Elle est renouvelée en 2001 avec Jean-Claude Husson, PDG d'Alcatel Space, après reprise des activités satellites d'aerospatiale.
Elle est renouvelée de nouveau le 21 novembre 2009 par Pierre Bénard, directeur de l'établissement, après reprise par Thales Alenia Space.

### Convention CASP - PARSEC
Le 17 décembre 2013, une convention de partenariat est signée par Guy Lebègue, président de l'association Cannes Aéro Spatial Patrimoine (CASP) et Djamal Ghoubali, président de PARSEC, CASP mettant à disposition de PARSEC ses membres bénévoles animateurs des visites du Centre spatial de Cannes - Mandelieu, dans le cadre des actions des Classes Azur Astro-Espace permettant l'élévation du centre spatial au tourisme industriel.

## Médiatisation
Jean-Louis Heudier participe, en tant que président de l'association, à de nombreuses émissions de radio et de télévision : Euréka, Poussières d'Étoiles, Le Boulevard de l'Étrange, Tempo d'ailleurs, Temps X, L'étoile Bleu-Azur, À la Poursuite des Étoiles, Droit de Réponse, L'Avenir du Futur, Notre Univers, Science Cartoon, Ça Vous Regarde, Astrorama, La Chronique des Étoiles, La Fête à la Lune, La Marche du Siècle, L'étoile Bleu Azur, etc.
Parmi les retours de la presse écrite, citons :
- le Club de la Presse de Nice visite l'Observatoire[20].

## Publications
- Jean-Louis Heudier, Faces de Lune, dans Science et Nature, n° 28, décembre 1992

## Distinctions
L'association PARSEC a été distinguée avec son fondateur, Jean-Louis Heudier, pour son travail de vulgarisation et les prix :
- Figaro Magazine au Festival Science Frontière de 1986
- Camille Flammarion (Société Astronomique de France) en 1991.